# S 489.0
230 (до 1988 року — серія S 489.0) — чотирьохвісний електровоз змінного струму (25 кВ) експлуатується залізницями Чехії.
На буферному брусі — буфера і Гвинтове зчеплення. Кузов електровоза каркасно-фермової конструкції обшитий склопластиком.
У 1966–1967 рр. було виготовлено 110 одиниць. Вони були направлені в локомотивні депо в містах: Їглава, Брно, Плзень, Братислава.
Хоча електровоз проектувався для пасажирських перевезень нині він використовується в основному для водіння вантажних поїздів. Одним з перевізників який нині володіє електровозами цієї серії є компанія ČD Cargo.